# Henning Enoksen
Henning Lynggaard Enoksen, född 26 september 1935 i Nykøbing Mors, död 25 september 2016 i Grenå, var en dansk fotbollsspelare.
Han blev olympisk silvermedaljör i fotboll vid sommarspelen 1960 i Rom.